# Mengentext
Als Mengentext oder auch Textkörper wird der (meistens als Fließtext gesetzte) Haupttext von Büchern, Zeitschriften und Ähnlichem bezeichnet.

## Abgrenzung zu anderen Textelementen
Nicht zum Mengentext zählen beispielsweise:
- Überschriften, Fußnoten, Abbildungslegenden, Kolumnentitel
- Tabellen und Aufzählungen nach Art einer Tabelle
- Wiedergabe von Computer-Quelltext

Bei den weitaus meisten Texten liegt der Mengentext in Form von Fließtext vor; deswegen wird dieser Begriff auch zuweilen in der Bedeutung von „Mengentext“ verwendet.
Das ist aber nicht ganz richtig: Fließtext beschreibt den Umbruch mehrzeiliger Absätze; ein Versepos (zum Beispiel Deutschland. Ein Wintermärchen von Heinrich Heine) enthält den Mengentext aber in Zeilenform und nicht als Fließtext.

## Typografische Gestaltung
Der Mengentext und dessen Thematik, Stil, Umfang etc. bestimmen wesentlich die Wahl der geeigneten Schriftfamilie.
Vorrangig ist hier die gute Lesbarkeit.
In der dann ausgewählten Schriftart, der sogenannten Brotschrift, oft auch Grundschrift und selten Mengenschrift genannt, werden auch untergeordnete Textteile wie beispielsweise Fußnoten gesetzt, aber oft in etwas kleinerer Schriftgröße. Auch für Überschriften wird häufig dieselbe Schriftart wie für den Mengentext gewählt, jedoch größer und hervorgehoben, zum Beispiel durch Fettschrift oder Kursivschrift. Alternativ kann für Überschriften aber auch eine deutlich abweichende Schriftfamilie gewählt werden, meist in Form von Grotesk-Überschriften zu Antiqua-Mengentext.